# Megachile rubi
Megachile rubi är en biart som lever i östra USA. Arten beskrevs första gången av Theodore Mitchell 1924. Megachile rubi ingår i släktet tapetserarbin och familjen buksamlarbin. Inga underarter finns listade i Catalogue of Life.

## Beskrivning

### Hona
Honans grundfärg är helt svart, och endast klorna är ljusgula. Mandiblerna har fyra tänder på varje skänkel. Huvudet har övervägande vit behåring, blandat med brungrått på vissa områden. Mellankroppen har också den vitaktig behåring med inslag av brungrått. Vingarna är halvgenomskinliga med mörkbruna ribbor
Tergiterna 2 till 5 har vitaktiga hårband längs bakkanterna, medan tergit 1 har vitaktig behåring över hela ytan. Bortsett från bakkanternas hårband är tergit 2 naken, medan de följande tergiterna har korta, gråbruna hår framför hårbanden. Bukens scopa, hårborsten (endast hos honan) som används för polleninsamling, är vithårig med visst inslag av svarta hår.
Kroppslängden är 11 till 12 mm.

### Hane
Hanen har övervägande svart grundfärg, men benen har varierande färger i svart och gult och vingbaserna är i brunorange.
Mandiblerna har tre tänder på varje skänkel. I övrigt är huvud och mellankropp som hos honan. Tergiterna har samma vitaktiga hårband som honan, och tergit 1 har samma vita behåring. Den korta behåringen före bakkanternas hårband är emellertid vitaktig på tergit 2, svart på tergit 3 till 5, den senare tergiten samt tergit 6 med ljus behåring framtill.
Kroppslängden är 10 till 11 mm.

## Ekologi
Megachile rubi är polylektisk. Den flyger till blommande växter från många olika familjer, som rosväxter (hagtornssläktet och hallonsläktet), vindeväxter (snärjor), korgblommiga växter (korsörtssläktet) samt järneksväxter (järnekssläktet). Flygtiden varar från mars till juni.
Habitatet utgörs av sandig lerjord på kustslätter utefter USA:s östra kust, från North Carolina till Florida. Bland annat förekommer arten i Georgia.

### Fortplantning
Arten är ett solitärt bi, där varje hona är ensamt ansvarig för larvernas utveckling. Bona består av underjordiska gångar i fast sand, gärna i solbelyst terräng. Ingången markeras av en liten hög med utgrävt material.
Direkt innanför ingången lutar gången nedåt. Gången planar sedan ut, och därpå följer en eller flera larvceller, försedda med ett ägg vardera och fyllda med en blandning av pollen och nektar som näring åt larven. Som hos de flesta tapetserarbin är larvcellerna klädda med löv som honan skurit ut med sina käkar; för denna art används bland annat blad från körsbärsbjörk.
När honan är klar med äggläggandet, fyller hon igen öppningen.